# USM Annaba

La Union Sportive Médinat d'Annaba (en árabe: اتحاد عنابة الرياضي‎) es un club de fútbol argelino que representa a la ciudad de Annaba fundado en 1983.

## Patrocinadores principales
- Nedjma
- ArcelorMittal
- Fertial
- Sonatrach
- Sonelgaz
- Zinou

## Imágenes

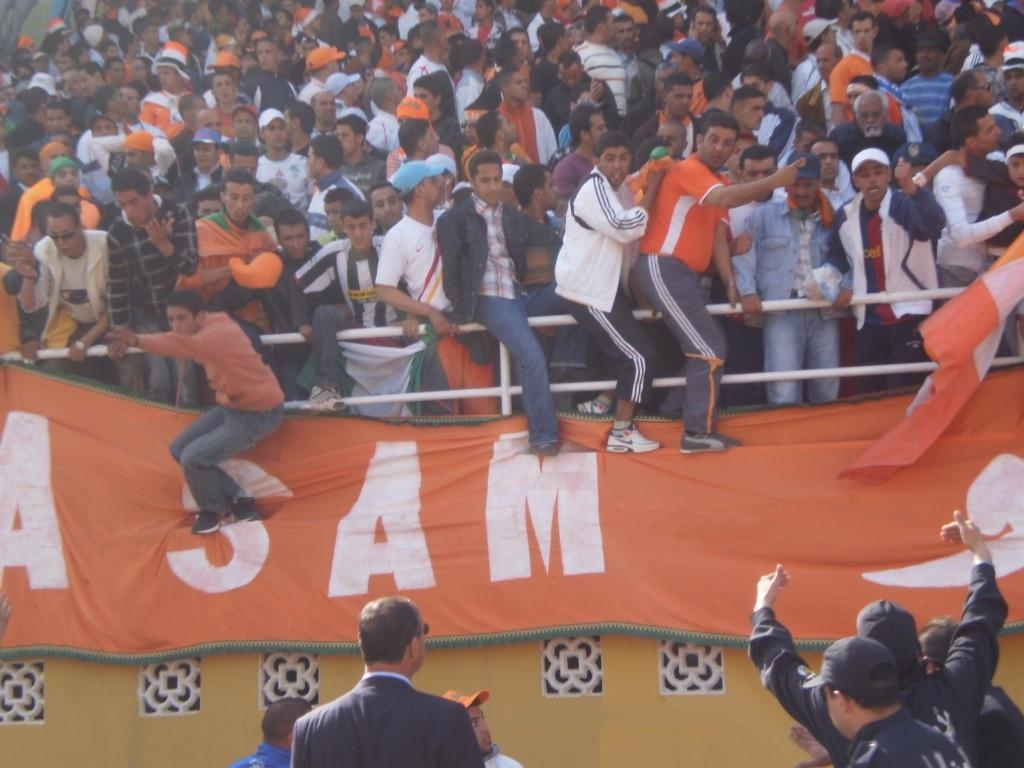
Hinchas del USMA.
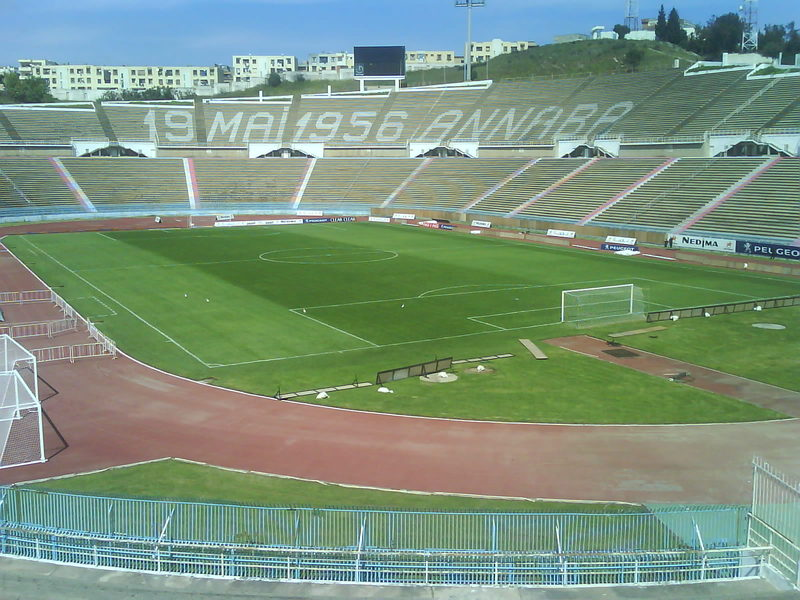
Estadio 19 mayo de 1956.